# Jan VI van Harcourt
Jan VI van Harcourt (1 december 1342 - 28 februari 1389) was van 1356 tot aan zijn dood graaf van Harcourt en baron van Elbeuf en van 1387 tot aan zijn dood graaf van Aumale. Hij behoorde tot het huis Harcourt.

## Levensloop
Jan VI was de oudste zoon van graaf Jan V van Harcourt en gravin Blanca van Aumale. In 1356 volgde hij zijn vader op als graaf van Harcourt en baron van Elbeuf en na de dood van zijn moeder in 1387 werd hij graaf van Aumale.
Na het Verdrag van Brétigny in 1360 werd Jan als gijzelaar naar Engeland gestuurd. Na zijn vrijlating nam hij in 1375 deel aan het Beleg van Cognac, in 1382 aan de Slag bij Westrozebeke en in 1383 aan het Beleg van Broekburg . In februari 1389 stierf Jan VI van Harcourt op 46-jarige leeftijd.

## Huwelijk en nakomelingen
Op 14 oktober 1359 huwde Jan met Catharina (1342-1427), dochter van hertog Peter I van Bourbon. Ze kregen tien kinderen, onder wie:
- Karel (1366-1384), titelvoerend graaf van Aumale
- Jan VII (1369-1452), graaf van Harcourt en Aumale en baron van Elbeuf
- Blanche (overleden in 1431), abdis van de Abdij van Fontevraud
- Johanna (1372-1456), vrouwe van Montaigle, huwde in 1393 met markgraaf Willem II van Namen
- Maria (1380-1428/1434), huwde eerst in 1405 met hertog Reinoud IV van Gelre en daarna in 1426 met Ruprecht van Gulik-Berg
- Lodewijk (1382-1422), burggraaf van Châtellerault en aartsbisschop van Rouen